# 랠리

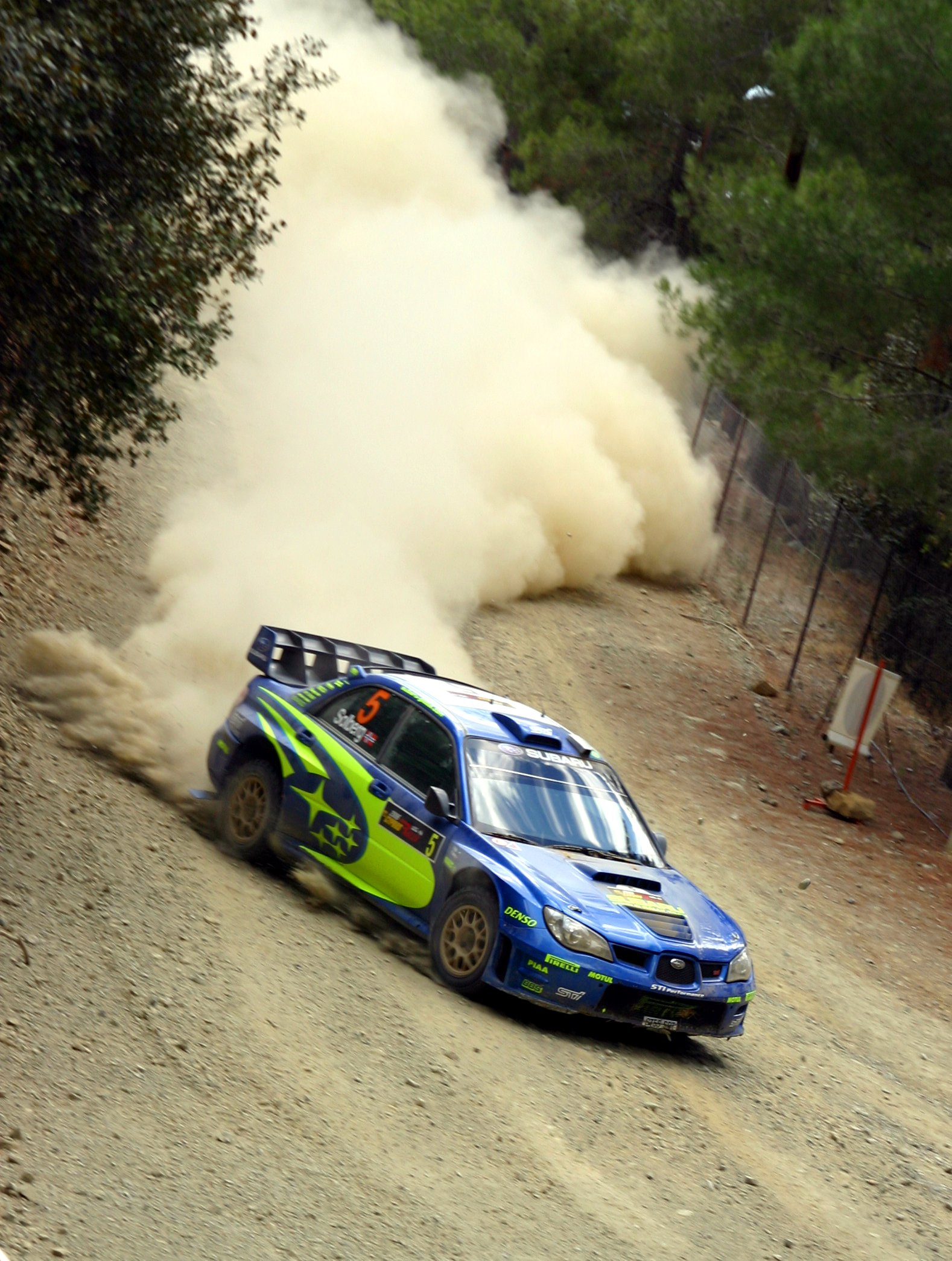
2006년 WRC 사이프러스 랠리에서 주행 중인 페터 솔베르크

랠리(Rallying)는 양산차를 개조하거나 특별하게 제작된 합법 차량으로 공공도로나 사유도로에서 경쟁을 하는 자동차 경주의 한 형태이다. 랠리는 전용 경주로가 아닌 어떤 두 지점사이(구간)들을 참가자들이 일정 간격으로 출발하여 주행한다는 점에서 다른 자동차 경주와 다르다. 또한 랠리 자동차에는 운전선수와 보조선수가 함께 탑승한다. 랠리는 일반적으로 구간 내에서의 주행속도나 미리 정해진 시간 내에 주행하는 것으로 우승을 결정한다.

## 랠리 경주의 형태

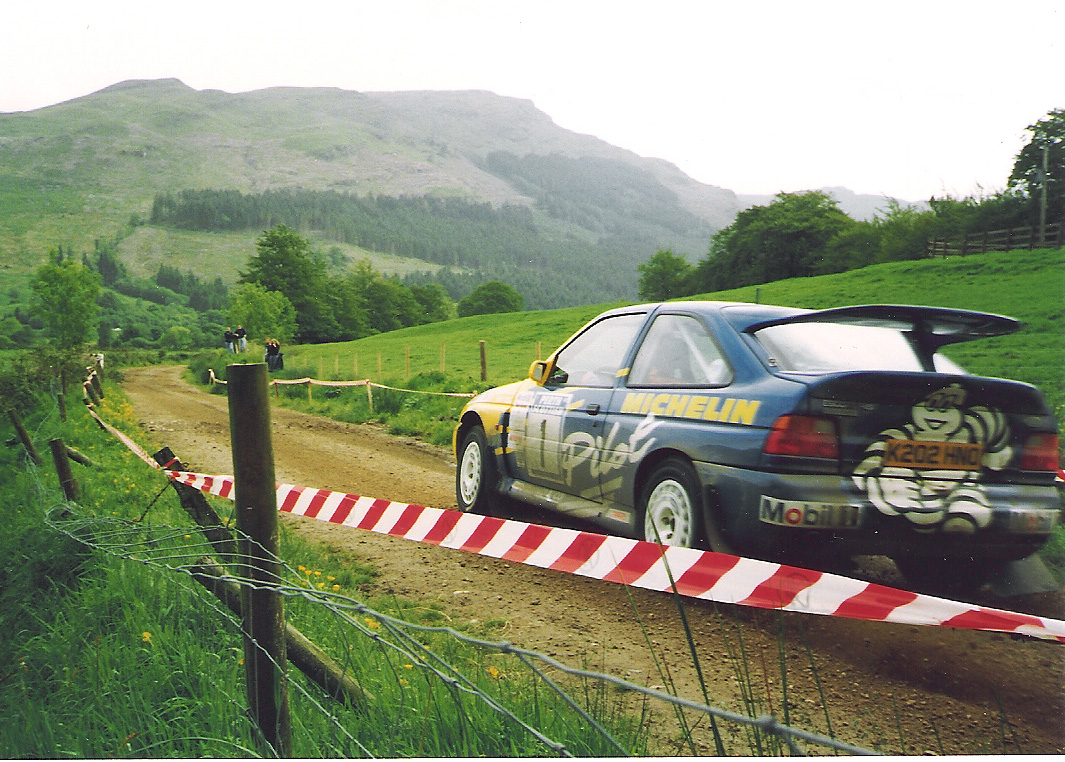
구간 랠리 경주 중인 포드 에스코트

랠리 경주에는 "구간 랠리"와 "도로 랠리"의 두가지 형태가 있다.
1960년대 이후로 구간 랠리가 프로 스포츠의 하나로 자리잡아 왔다. 구간 랠리는 일반 자동차의 통행이 봉쇄된 도로에서 속도를 겨루는 경주로, 아스팔트로 포장된 산악도로에서부터 거친 산림도로, 빙판도로 및 사막 모래 위를 달리는 경주까지 매우 다양하다.
이렇듯 일반 양산차와 매우 흡사한 랠리 자동차들이 랠리 구간의 예측 불가능한 자연상태에서 서로 경주하는 것이 랠리 자동차 경주의 큰 매력 중 하나이다.
도로 랠리는 랠리의 원조라 불리는 형태로, 일반 자동차가 통행하는 고속도로 등에서 개최된다. 중요한 것은 주행 속도가 아니라 정교한 시간관리와 내비게이션, 그리고 장거리 주행에 따른 차량의 신뢰성에 있다. 도로 랠리는 최근에 아마추어 대회로서 정교함, 내비게이션 또는 문제해결 능력을 시험하는 다양한 대회 형태로 개최되고 있다.

## 랠리 코스
랠리는 경주를 벌이는 장소와 시간에 구애받지 않는 자동차 경주이다. 포장도로, 비포장도로, 빙판도로 등 모든 조건, 모든 지역에서 경주를 벌일 수 있다. 때로는 한 대회의 랠리에 여러 조건의 도로를 달리는 경우도 있다. 또한 기상조건에 관계없이 매년 다달이 경주가 벌어지곤 한다. 이러한 이유 때문에 랠리 자동차 운전선수들은 자동차 운전에 있어서 높은 기술을 가지고 있는 선수들이라 할 수 있다.
보통 랠리 코스는 상대적으로 짧은 구간들로(최대 50킬로미터/30마일) 이루어져 있다. 각 구간들은 정해진 시간 내에 실제 경주를 하는 "특별 구간"과 다소 여유로운 시간이 주어져 다음 경주를 위해 이동하기 위한 "이동 구간"으로 나눌 수 있다.

## 주요 랠리 대회
- 월드 랠리 챔피언십
- 주니어 월드 랠리 챔피언십(JWRC)
- 양산차 월드 랠리 챔피언십(PWRC)
- 캐나다 랠리 챔피언십
- 랠리 아메리카 내셔널 챔피언십
- 미국 랠리 챔피언십(United States Rally Championship)
- 호주 랠리 챔피언십(ARC)
- 피렐리 아일랜드 챔피언십
- 파리-다카르 랠리